# Ronald Karnaugh
Ronald Daniel Karnaugh –conocido como Ron Karnaugh– (Irvington, 19 de julio de 1966) es un deportista estadounidense que compitió en natación.
Ganó una medalla de bronce en el Campeonato Mundial de Natación de 1998, dos medallas de bronce en el Campeonato Mundial de Natación en Piscina Corta de 1997 y dos medallas en el Campeonato Pan-Pacífico de Natación en los años 1989 y 1997.
Participó en los Juegos Olímpicos de Barcelona 1992, ocupando el sexto lugar en la prueba de 200 m estilos.

## Palmarés internacional
| Campeonato Mundial                  | Campeonato Mundial  | Campeonato Mundial | Campeonato Mundial |
| Año                                 | Lugar               | Medalla            | Prueba             |
| ----------------------------------- | ------------------- | ------------------ | ------------------ |
| 1998                                | Perth (Australia)   | Medalla de bronce  | 200 m estilos      |
| Campeonato Mundial en Piscina Corta |                     |                    |                    |
| Año                                 | Lugar               | Medalla            | Prueba             |
| 1997                                | Gotemburgo (Suecia) | Medalla de bronce  | 200 m estilos      |
| 1997                                | Gotemburgo (Suecia) | Medalla de bronce  | 400 m estilos      |
| Campeonato Pan-Pacífico             |                     |                    |                    |
| Año                                 | Lugar               | Medalla            | Prueba             |
| 1989                                | Tokio (Japón)       | Medalla de plata   | 200 m estilos      |
| 1997                                | Fukuoka (Japón)     | Medalla de bronce  | 200 m estilos      |